# Тихоновка (Волгоградская область)
Тихоновка — хутор в Калачёвском районе Волгоградской области России. Входит в состав Приморского сельского поселения.

## История
В «Списке населённых мест Земли Войска Донского», изданном в 1864 году, населённый пункт упомянут как казачий хутор Тихоновский в составе юрта станицы Пятиизбянской Второго Донского округа, при речке Донская Царица, расположенный в 54 верстах от окружной станицы Нижне-Чирской. В Тихоновском имелось 30 дворов и проживало 237 жителей (117 мужчин и 120 женщин).

В 1921 году в составе Второго Донского округа включен в состав Царицынской губернии. По состоянию на 1945 год хутор Тихоновка входил в состав Нижнецарицынского сельсовета. На 1 января 1968 года Тихоновка входила в состав Мариновского сельсовета. В соответствии с Законом Волгоградской области от 20 января 2005 года № 994-ОД «Об установлении границ и наделении статусом Калачевского района и муниципальных образований в его составе» хутор является частью Приморского сельского поселения.

## География
Хутор находится в южной части Волгоградской области, на правом берегу реки Донская Царица, на расстоянии примерно 13 километров (по прямой) к юго-востоку от города Калач-на-Дону, административного центра района. Абсолютная высота — 41 метр над уровнем моря.

Климат классифицируется как влажный континентальный с тёплым летом (согласно классификации климатов Кёппена — Dfa). 
Часовой пояс
Хутор Тихоновка, как и вся Волгоградская область, находится в часовой зоне МСК (московское время). Смещение применяемого времени относительно UTC составляет +3:00.

## Население
| 2010 |
| ---- |
| 217  |

Гендерный состав
По данным Всероссийской переписи населения 2010 года в гендерной структуре населения мужчины составляли 45,2 %, женщины — соответственно 54,8 %.
Национальный состав
Согласно результатам переписи 2002 года, в национальной структуре населения русские составляли 78 %.

## Инфраструктура
В Тихоновке функционируют начальная школа, сельский клуб, фельдшерско-акушерский пункт и отделение Почты России.

## Улицы
Уличная сеть хутора состоит из шести улиц и одного переулка.